# Caspar C 32
Die Caspar C 32 ist das erste und einzige in Deutschland konzipierte und gebaute Agrarflugzeug. Mit einem umgebauten Exemplar wurde 1927 von Otto Könnecke der Versuch unternommen, einen Langstreckenflug in Etappen von Köln nach New York quer durch den asiatischen Kontinent durchzuführen, der aber bei Kalkutta scheiterte.

## Entwicklung
Die Arbeiten zu einem Agrarflugzeug begannen bei Caspar in Travemünde gegen Ende 1926 und wurden von Reinhold Mewes durchgeführt. Bis dahin waren in Deutschland für diesen Zweck nur umgebaute Grulich- und F-13-Passagierflugzeuge ab 1925 zum Einsatz gekommen, die aber nur eine relativ geringe Menge von etwa 300 bis 400 kg an Schädlingsbekämpfungsmitteln mitführen konnten. Die C 32 war in der Lage, 750 kg bei einer Gesamtzuladung von 900 kg zu befördern. Die nötige Menge an Arsenstaub fand in einem zwischen dem Triebwerk und der Pilotenkabine in Höhe der Tragflächen befindlichen Behälter Platz. Am 4. März 1927 wurde der erste Prototyp der Öffentlichkeit präsentiert. Ein erster größerer Einsatz zur Bekämpfung von Waldschädlingen folgte im Juni des Jahres bei Köslin, bei dem in 79 Einsätzen 43 t des Schering-Arsenstaubs „Meritol“ auf einer bewaldeten Fläche von etwa 1000 ha ausgebracht wurden. Insgesamt wurden vier C 32 gebaut und als D–1142 bis D–1145 registriert. Trotz der scheinbaren Eignung und der robusten Konstruktion konnte sich die C 32 aber letztendlich gegen die W 33, Nachfolgerin der F 13 und als leistungsstärkeres Konkurrenzmodell fähig, 830 kg Nutzlast bei 1260 kg Gesamtzuladung zu befördern, nicht durchsetzen. Die Flugzeuge wurden für andere Zwecke genutzt. Das 1928 produzierte Flugzeug mit der Werknummer 7008 etwa wurde zum Frachtflugzeug umgerüstet und von 1929 bis 1933 von der Luft Hansa als D–1143 „Wismar“ geflogen. Die D–1145 wurde bereits im Juli 1927 für den geplanten Ozeanflug Otto Könneckes in Travemünde zur „Germania“ umgebaut.
Nachdem die Caspar-Werke 1928 Konkurs anmelden mussten, kam es zu Verhandlungen mit Raab-Katzenstein über eine eventuelle Lizenzproduktion der C 32, die allerdings ergebnislos verliefen.

## Otto Könneckes Langstreckenflug

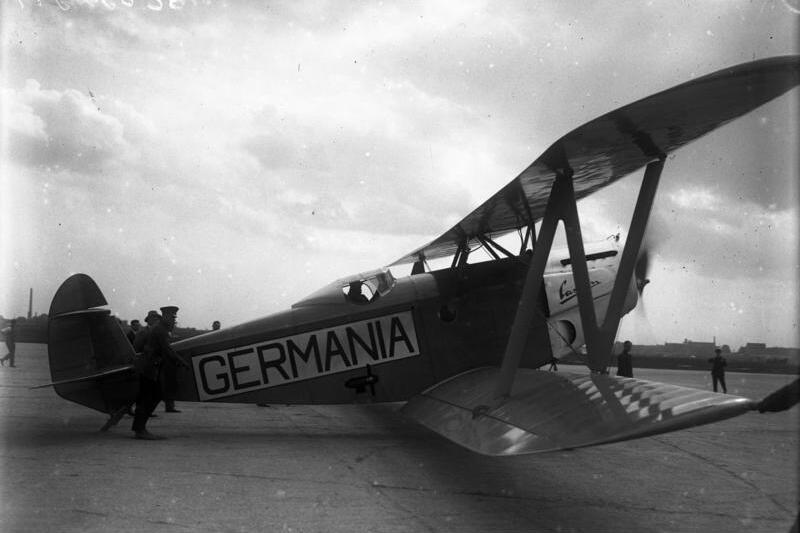
Die C 32 „Germania“ im August 1927 in Tempelhof vor dem Flug nach Köln

Eine Atlantiküberquerung in Ost-West-Richtung hatte der ehemalige Jagdflieger im Ersten Weltkrieg, Otto Könnecke, ursprünglich mit einer Rohrbach Roland geplant, entschied sich aber anders und beauftragte Ende Juli 1927 die Caspar-Werke, eine C 32 langstreckentauglich umzurüsten. Dafür erhielt das auf den Namen „Germania“ getaufte Flugzeug eine geschlossene Pilotenkabine, eine 600-km-Funkstation St 257 F von Telefunken und zwei Kompasse der Askania Werke. Im durch die Entfernung des Chemikalienbehälters freigewordenen Stauraum wurden Benzinkanister deponiert, mit denen per Handpumpe der im Mittelteil des Oberflügels befindliche Tank durch ein zweites Besatzungsmitglied nachgefüllt werden sollte. Für diese Aufgabe war der Eigentümer der „Germania“ und Finanzier des Unternehmens, Georg Friedrich Graf zu Solms-Laubach, vorgesehen. Als nützlicher Begleiteffekt sollten die bereits geleerten Kanister bei einer eventuellen Notwasserung als Auftriebshilfe dienen. Da Könnecke den in der C 32 verbauten BMW-IV-Motor für zu schwach hielt, wurde von ihm als Alternative ein L 5 vorgesehen. Dessen Hersteller Junkers bereitete zur gleichen Zeit ebenfalls einen Ozeanflug mit zwei W 33 vor, der in direkter Konkurrenz zu Könneckes Vorhaben stand. Durch Lieferung und Einbau des neuen Antriebs verzögerte sich dessen Abflug und so konnten am 14. August 1927 die beiden W 33 „Europa“ und „Bremen“ von Dessau aus als Erstes starten, mussten jedoch aufgrund schlechten Wetters nach Erreichen der irischen Küste umkehren, wobei die „Europa“ bei Bremen bruchlandete und die „Bremen“ nach 22 Stunden Flugzeit wieder in Dessau eintraf. Nach diesem Misserfolg entschied Könnecke, den Nonstopflug über den Atlantik aufzugeben und stattdessen einen Etappenflug in östlicher Richtung über Asien in die USA durchzuführen. Durch die kürzeren Streckenabschnitte konnte die Zahl der mitgeführten Kanister verringert und die freigewordene Kapazität für ein drittes Besatzungsmitglied, den Funker Hermann, genutzt werden. Am 20. September 1927 startete die „Germania“ vom Flughafen Butzweilerhof zu ihrem Streckenflug. Die folgende Strecke über Belgrad, Angora, Aleppo sowie Hinaidi und Shaiba im Irak war durch mehrere Havarien beeinträchtigt. Hinzu kamen die bei Erreichen des Nahen Ostens herrschenden hohen Temperaturen, die insbesondere den im engen und stickigen Frachtraum befindlichen Grafen Solms-Laubach zu schaffen machten. Nach Erreichen des Etappenziels Bandar Abbas im Iran, wo sich der Weiterflug aufgrund von Motorproblemen abermals verzögerte, entschloss er sich deshalb zur Rückkehr per Schiff. Könnecke und Hermann setzten den Weiterflug zu zweit fort und erreichten am 31. Oktober 1927 Karatschi in Pakistan. Anschließend starteten sie in Richtung Indien, mussten aber am 5. November bei Etawah notlanden, wobei das Heck der C 32 abgerissen wurde. Die schwere Beschädigung des Flugzeugs sowie eine bei Otto Könnecke eintretende Malariaerkrankung ließen eine Weiterführung der Unternehmung als sinnlos erscheinen, zumal auch die Geldgeber für einen Abbruch plädierten und die finanziellen Mittel für die Heimreise des Flugzeugs und seiner Besatzung auf dem Schiffsweg bereitstellten. Die Besatzung ignorierte die Forderung und startete nach der Reparatur des Flugzeugs und Könneckes Genesung mit mehrmonatiger Verzögerung in Richtung Kalkutta, wo sie nach der Ankunft um weitere Mittel bat, die aber verweigert wurden, so dass Könnecke und Hermann am 25. Februar die Heimreise antreten mussten. Im August 1928 wurde auch die in Kisten verpackte C 32 „Germania“ nach Deutschland rücküberführt, wo sie sich noch bis 1933 im Bestand des DLV Gießen nachweisen lässt.

## Aufbau
Die C 32 ist ein verspannter Doppeldecker in Holzbauweise. Der Rumpf besteht aus einem oben abgerundeten Holzgerüst mit rechteckigem Querschnitt und Stoffbespannung. Der vordere Bereich ist bis zum Brandschott mit Blech beplankt. Zwischen dem Motor und der Flugzeugführerkabine befindet sich ein Stauraum zur Unterbringung des Streumittelbehälters oder von Frachtgut. Im Fall der „Germania“ wurde das eigentlich offene Cockpit mit einer Kanzel geschlossen. Das Tragwerk mit dem Ober- und Unterflügel gleicher Spannweite ist stark gestaffelt und durch N-Stiele untereinander und mit dem Rumpf verbunden. Im Mittelteil des Oberflügels sind die zwei Kraftstofftanks untergebracht. Bis auf die Unterseite des unteren Flügels, die zum Schutz gegen Aufschlitzen bei Baumberührung im Tiefstflug mit Sperrholz beplankt wurde, erhielt das Tragwerk eine Bespannung mit Stoff. Auch das freitragende Leitwerk wurde mit Stoff bespannt und erhielt als Besonderheit ein über der dem Höhenruder angebrachtes kleines Trimmruder, um eine Schwerpunktverschiebung während des Agrareinsatzes schnell ausgleichen zu können. Das Fahrwerk besteht aus zwei mit einer Achse verbundenen starren Haupträdern und einem Schleifsporn am Heck.

## Technische Daten

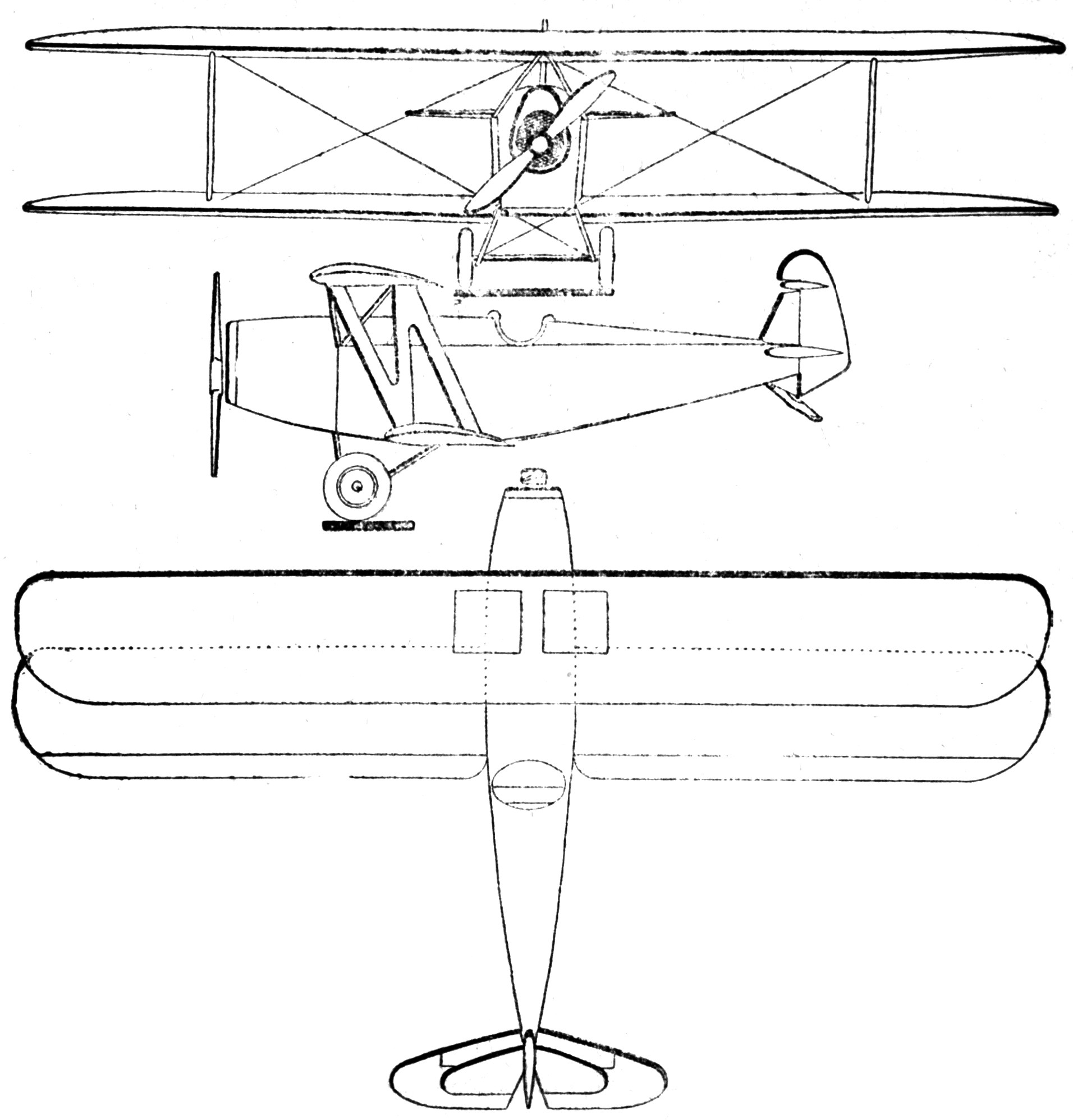
Dreiseitenansicht

| Kenngröße                        | Daten (Grundversion)                                                      | Daten („Germania“)                                           |
| -------------------------------- | ------------------------------------------------------------------------- | ------------------------------------------------------------ |
| Besatzung                        | 1                                                                         | 2–3                                                          |
| Antrieb                          | ein flüssigkeitsgekühlter Sechszylinder-Viertakt-Reihenmotor              | ein flüssigkeitsgekühlter Sechszylinder-Viertakt-Reihenmotor |
| Typ                              | BMW IV                                                                    | Junkers L 5                                                  |
| Startleistung Dauerleistung      | 275 PS (202 kW) 230 PS (169 kW) in 4000 m                                 | 320 PS (235 kW) 280 PS (206 kW) in Bodennähe                 |
| Länge                            | 9,10 m                                                                    | 9,10 m                                                       |
| Spannweite                       | 15,00 m (oben und unten)                                                  | 15,00 m (oben und unten)                                     |
| Höhe                             | 3,82 m                                                                    | 3,9 m                                                        |
| Flügelfläche                     | 53 m²                                                                     | 53 m²                                                        |
| Flächenbelastung                 | 43,4 kg/m²                                                                | 71 kg/m²                                                     |
| Leistungsbelastung               | 10,0 kg/m²                                                                | k. A.                                                        |
| Leermasse                        | 1400 kg                                                                   | 1400 kg                                                      |
| Zuladung                         | 900 kg                                                                    | k. A.                                                        |
| Startmasse                       | 2300 kg                                                                   | 3800 kg                                                      |
| Höchstgeschwindigkeit            | 158 km/h                                                                  | ca. 170 km/h                                                 |
| Landegeschwindigkeit             | 50 km/h                                                                   | k. A.                                                        |
| Steigzeit mit 2300 kg Startmasse | 8,6 min auf 1000 m Höhe 20,4 min auf 2000 m Höhe 41,0 min auf 3000 m Höhe | k. A.                                                        |
| Steigzeit mit 2050 kg Startmasse | 6 min auf 1000 m Höhe 14 min auf 2000 m Höhe 27 min auf 3000 m Höhe       | k. A.                                                        |
| Dienstgipfelhöhe                 | 3700 m                                                                    | ca. 4000 m                                                   |
| Reichweite                       | k. A.                                                                     | ca. 7500 km                                                  |
| Flugzeit                         | 5 h                                                                       | k. A.                                                        |
| Streuleistung                    | 100 ha/h                                                                  | –                                                            |